# Juan Anangonó
Juan Luis Anangonó León (Ibarra, Imbabura, Ecuador; 13 de abril de 1989) es un futbolista ecuatoriano que juega como delantero, actualmente en El Nacional de la Liga Ecuabet. 

## Trayectoria

### Barcelona S. C.
En el 2007 debutó profesionalmente en el Barcelona de la ciudad de Guayaquil. En Barcelona tuvo la oportunidad de actuar en cincuenta encuentros de la Primera División de Ecuador. Hizo su primer gol con Barcelona SC en un amistoso contra Millonarios Fútbol Club de Colombia, el 17 de enero de 2010. En el 2009 el jugador estuvo a prueba por 10 días en el cuadro TSV 1860 Múnich, de la 2. Bundesliga de ese país. Desacuerdos dirigenciales entre el Barcelona Sporting Club dueño de sus derechos deportivos y el cuadro alemán no permitieron que Anangonó emigre al fútbol 'teutón'.

### El Nacional
El 5 de enero de 2011 pasó a El Nacional donde se convirtió en figura y goleador del cuadro capitalino.

### Argentinos Juniors
El 31 de agosto de 2012 se concreta su traspaso a Argentinos Juniors de la Primera División de Argentina pedido expresamente por Leonardo Astrada, después de frustrarse su traspaso al Chievo Verona de Italia y después de que el delantero José Fernández sufriera una grave lesión. Marcó su primer gol en la victoria de Argentinos Juniors por 1-0 ante All Boys en la fecha 7 del Torneo Inicial 2012.

### Chicago Fire
En el 2013 es contratado por el Chicago Fire de la MLS.

### Liga Deportiva Universitaria
A mediados del 2014 es contratado por Liga Deportiva Universitaria.
A mediados del 2016 es contratado nuevamente por Liga Deportiva Universitaria, anotando únicamente 3 goles con un bajo rendimiento. Llegó hasta los octavos de final de la Copa Sudamericana 2017 donde fue eliminado por Fluminense. A principios del 2018 mejoró su rendimiento anotando goles claves que favorecieron a su club.

### Universidad de Guadalajara
El 10 de diciembre de 2014 se confirma su traspaso a los Leones Negros de la Liga MX, al cual se uniría al terminar su participación con la  Liga Deportiva Universitaria.

### Beijing BSU
El 4 de junio de 2019, se terminaba su contrato con Liga Deportiva Universitaria, no lo renovaron por falta de espacio, ya que en ese momento estaba en la plantilla Rodrigo Aguirre, Cristian Martínez Borja y Djorkaeff Reasco. El jugador quedó en condición libre, y llegó una propuesta del Beijing BSU de la Liga Uno de China, y el 7 de julio de 2019 fue presentado oficialmente en el equipo chino. El 8 de agosto de 2020 se desvincula del equipo chino después de un año de su travesía por dicho equipo, su rendimiento fue muy positivo marcó algunos goles y en muchos partidos fue titular los 90 minutos, Juan Anangonó tomó la decisión de no renovar con el equipo por la situación que estaba pasando el país con la pandemia de covid-19 y por la reducción de su salario en el nuevo contrato que le presentaron, además su familia también decidió irse de China lo más pronto a causa de las restricciones impuestas, siendo una decisión personal del jugador abandonar el club.

### Blooming
En 2021 es contratado por el Club Blooming de la Primera División de Bolivia.

### Comunicaciones
En julio de 2021 es fichado por el Comunicaciones Fútbol Club de la Liga Nacional de Guatemala. Regresó al club en julio de 2023.

### Tercer ciclo en Liga
El 17 de junio de 2022 se confirmó su vinculación por dos años a Liga Deportiva Universitaria, llegó en condición de agente libre tras rescindir contrato con el equipo guatemalteco. El 1 de julio de 2023 se anunció la terminación de su contrato con Liga por mutuo acuerdo.

## Selección nacional
Formó parte de la selección nacional Sub-20 que intervino en el Campeonato Sudamericano Sub-20 de Venezuela 2009.
Fue convocado para los partidos de eliminatorias rumbo a Brasil 2014 frente a las selecciones de Perú y Argentina en lugar de Jaime Ayoví, ingresando en los minutos finales del partido de Ecuador vs. Argentina el 11 de junio de 2013.

### Participaciones en eliminatorias
| Eliminatorias      | Sede            | Resultado   | Partidos |
| ------------------ | --------------- | ----------- | -------- |
| Eliminatorias 2014 | América del Sur | Clasificado | 1        |

### Partidos internacionales
Actualizado al último partido disputado el 26 de julio de 2017.
| Partidos internacionales con la selección | Partidos internacionales con la selección | Partidos internacionales con la selección | Partidos internacionales con la selección | Partidos internacionales con la selección | Partidos internacionales con la selección | Partidos internacionales con la selección |
| --- | ----------------------------------------- | ----------------------------------------- | ----------------------------------------- | ----------------------------------------- | ----------------------------------------- | ----------------------------------------- |
| \| N.° \| Fecha \| Ciudad \| Rival \| Resultado \| Resultado \| Competencia \| \| --- \| -------------------- \| ---------- \| ----------------- \| --------- \| --------- \| ------------------------------------ \| \| 1. \| 15 de agosto de 2012 \| Nueva York \| Chile \| 3-0 \| Victoria \| Amistoso \| \| 2. \| 11 de junio de 2013 \| Quito \| Argentina \| 1-1 \| Empate \| Eliminatorias al Mundial Brasil 2014 \| \| 3. \| 26 de julio de 2017 \| Guayaquil \| Trinidad y Tobago \| 3-1 \| Victoria \| Amistoso \| |                                           |                                           |                                           |                                           |                                           |                                           |
| N.° | Fecha                                     | Ciudad                                    | Rival                                     | Resultado                                 | Resultado                                 | Competencia                               |
| 1. | 15 de agosto de 2012                      | Nueva York                                | Chile                                     | 3-0                                       | Victoria                                  | Amistoso                                  |
| 2. | 11 de junio de 2013                       | Quito                                     | Argentina                                 | 1-1                                       | Empate                                    | Eliminatorias al Mundial Brasil 2014      |
| 3. | 26 de julio de 2017                       | Guayaquil                                 | Trinidad y Tobago                         | 3-1                                       | Victoria                                  | Amistoso                                  |

### Goles internacionales
| \| N.° \| Fecha \| Lugar \| Rival \| Gol \| Resultado \| Resultado \| Competición \| \| --- \| ------------------- \| ------------------------------------------ \| ----------------- \| --- \| --------- \| --------- \| ----------- \| \| 1. \| 26 de julio de 2017 \| Estadio George Capwell, Guayaquil, Ecuador \| Trinidad y Tobago \| 1–0 \| 3–1 \| Victoria \| Amistoso \| |                     |                                            |                   |     |           |           |             |
| N.° | Fecha               | Lugar                                      | Rival             | Gol | Resultado | Resultado | Competición |
| 1. | 26 de julio de 2017 | Estadio George Capwell, Guayaquil, Ecuador | Trinidad y Tobago | 1–0 | 3–1       | Victoria  | Amistoso    |

## Estadísticas

### Clubes
Actualizado al último partido disputado el 19 de abril de 2025.
| Club                                   | Div.                | Temporada           | Liga  | Liga  | Copas nacionales | Copas nacionales | Copas internacionales | Copas internacionales | Total | Total | Total |
| Club                                   | Div.                | Temporada           | Part. | Goles | Part.            | Goles            | Part.                 | Goles                 | Part. | Goles | Prom. |
| -------------------------------------- | ------------------- | ------------------- | ----- | ----- | ---------------- | ---------------- | --------------------- | --------------------- | ----- | ----- | ----- |
| Barcelona S. C. · Ecuador              | 1.ª                 | 2007                | 1     | 0     | Inexistentes     | Inexistentes     | 0                     | 0                     | 1     | 0     | 0.0   |
| Barcelona S. C. · Ecuador              | 1.ª                 | 2008                | 8     | 0     | Inexistentes     | Inexistentes     | 0                     | 0                     | 8     | 0     | 0.0   |
| River Plate Ecuador · Ecuador          | 3.ª                 | 2008                | 7     | 6     | Inexistentes     | Inexistentes     | Inexistentes          | Inexistentes          | 7     | 6     | 0.86  |
| River Plate Ecuador · Ecuador          | Total club          | Total club          | 7     | 6     | 0                | 0                | 0                     | 0                     | 7     | 6     | 0.86  |
| Barcelona S. C. · Ecuador              | 1.ª                 | 2009                | 11    | 0     | Inexistentes     | Inexistentes     | 0                     | 0                     | 11    | 0     | 0.0   |
| Barcelona S. C. · Ecuador              | 1.ª                 | 2010                | 28    | 8     | Inexistentes     | Inexistentes     | 1                     | 0                     | 29    | 8     | 0.28  |
| Barcelona S. C. · Ecuador              | Total club          | Total club          | 48    | 8     | 0                | 0                | 1                     | 0                     | 49    | 8     | 0.16  |
| El Nacional · Ecuador                  | 1.ª                 | 2011                | 45    | 21    | Inexistentes     | Inexistentes     | 0                     | 0                     | 45    | 21    | 0.47  |
| El Nacional · Ecuador                  | 1.ª                 | 2012                | 27    | 8     | Inexistentes     | Inexistentes     | 2                     | 1                     | 29    | 9     | 0.31  |
| El Nacional · Ecuador                  | Total club          | Total club          | 72    | 29    | 0                | 0                | 2                     | 1                     | 74    | 30    | 0.41  |
| Argentinos Juniors Argentina           | 1.ª                 | 2012-13             | 32    | 5     | —                | —                | Inexistentes          | Inexistentes          | 32    | 5     | 0.16  |
| Argentinos Juniors Argentina           | Total club          | Total club          | 32    | 5     | 0                | 0                | 0                     | 0                     | 32    | 5     | 0.16  |
| Chicago Fire Estados Unidos            | 1.ª                 | 2013                | 13    | 2     | 1                | 0                | Inexistentes          | Inexistentes          | 15    | 2     | 0.13  |
| Chicago Fire Estados Unidos            | 1.ª                 | 2014                | 15    | 2     | 1                | 2                | Inexistentes          | Inexistentes          | 16    | 4     | 0.25  |
| Chicago Fire Estados Unidos            | Total club          | Total club          | 28    | 4     | 2                | 2                | 0                     | 0                     | 31    | 6     | 0.19  |
| Liga Deportiva Universitaria · Ecuador | 1.ª                 | 2014                | 25    | 11    | Inexistentes     | Inexistentes     | Inexistentes          | Inexistentes          | 25    | 11    | 0.44  |
| Leones Negros · México                 | 1.ª                 | 2015                | 28    | 6     | 2                | 1                | Inexistentes          | Inexistentes          | 30    | 7     | 0.23  |
| Leones Negros · México                 | 1.ª                 | 2016                | 14    | 5     | 5                | 0                | Inexistentes          | Inexistentes          | 19    | 5     | 0.26  |
| Leones Negros · México                 | Total club          | Total club          | 42    | 11    | 6                | 1                | 0                     | 0                     | 48    | 12    | 0.25  |
| Liga Deportiva Universitaria · Ecuador | 1.ª                 | 2016                | 15    | 3     | Inexistentes     | Inexistentes     | —                     | —                     | 15    | 3     | 0.2   |
| Liga Deportiva Universitaria · Ecuador | 1.ª                 | 2017                | 29    | 8     | Inexistentes     | Inexistentes     | 4                     | 0                     | 33    | 8     | 0.24  |
| Liga Deportiva Universitaria · Ecuador | 1.ª                 | 2018                | 35    | 16    | Inexistentes     | Inexistentes     | 5                     | 3                     | 40    | 19    | 0.48  |
| Liga Deportiva Universitaria · Ecuador | 1.ª                 | 2019                | 11    | 2     | 0                | 0                | 5                     | 2                     | 16    | 4     | 0.25  |
| Beijing BSU China                      | 2.ª                 | 2019                | 11    | 4     | Inexistentes     | Inexistentes     | Inexistentes          | Inexistentes          | 11    | 4     | 0.36  |
| Beijing BSU China                      | Total club          | Total club          | 11    | 4     | 0                | 0                | 0                     | 0                     | 11    | 4     | 0.36  |
| River Plate Paraguay                   | 1.ª                 | 2020                | 3     | 0     | —                | —                | Inexistentes          | Inexistentes          | 3     | 0     | 0.0   |
| River Plate Paraguay                   | Total club          | Total club          | 3     | 0     | 0                | 0                | 0                     | 0                     | 3     | 0     | 0.0   |
| Blooming · Bolivia                     | 1.ª                 | 2021                | 6     | 1     | Inexistentes     | Inexistentes     | Inexistentes          | Inexistentes          | 6     | 1     | 0.17  |
| Blooming · Bolivia                     | Total club          | Total club          | 6     | 1     | 0                | 0                | 0                     | 0                     | 6     | 1     | 0.17  |
| Comunicaciones F. C. · Guatemala       | 1.ª                 | 2021                | 21    | 6     | Inexistentes     | Inexistentes     | 10                    | 6                     | 31    | 12    | 0.39  |
| Comunicaciones F. C. · Guatemala       | 1.ª                 | 2022                | 25    | 6     | Inexistentes     | Inexistentes     | 4                     | 0                     | 29    | 6     | 0.21  |
| Liga Deportiva Universitaria · Ecuador | 1.ª                 | 2022                | 14    | 3     | 1                | 0                | 0                     | 0                     | 15    | 3     | 0.2   |
| Liga Deportiva Universitaria · Ecuador | 1.ª                 | 2023                | 11    | 3     | 0                | 0                | 4                     | 1                     | 15    | 4     | 0.27  |
| Liga Deportiva Universitaria · Ecuador | Total club          | Total club          | 140   | 46    | 1                | 0                | 18                    | 6                     | 159   | 52    | 0.33  |
| Comunicaciones F. C. · Guatemala       | 1.ª                 | 2023-24             | 35    | 15    | 0                | 0                | 10                    | 0                     | 45    | 15    | 0.33  |
| Comunicaciones F. C. · Guatemala       | Total club          | Total club          | 81    | 27    | 0                | 0                | 24                    | 6                     | 105   | 33    | 0.31  |
| C. D. Marathón Honduras                | 1.ª                 | 2024-25             | 33    | 7     | 0                | 0                | 3                     | 0                     | 36    | 7     | 0.19  |
| C. D. Marathón Honduras                | Total club          | Total club          | 33    | 7     | 0                | 0                | 3                     | 0                     | 36    | 7     | 0.19  |
| Total en su carrera                    | Total en su carrera | Total en su carrera | 503   | 148   | 9                | 3                | 48                    | 13                    | 560   | 164   | 0.29  |
| 1. 2.                                  |                     |                     |       |       |                  |                  |                       |                       |       |       |       |

## Palmarés

### Campeonatos nacionales
| Título                  | Club                         | País      | Año    |
| ----------------------- | ---------------------------- | --------- | ------ |
| Serie A de Ecuador      | Liga Deportiva Universitaria | Ecuador   | 2018   |
| Liga Nacional de Fútbol | Comunicaciones F. C.         | Guatemala | 2022-C |
| Liga Nacional de Fútbol | Comunicaciones F. C.         | Guatemala | 2023-A |

### Campeonatos internacionales
| Título        | Club                 | País      | Año  |
| ------------- | -------------------- | --------- | ---- |
| Liga Concacaf | Comunicaciones F. C. | Guatemala | 2021 |

### Distinciones individuales
| Distinción                                    | Año  |
| --------------------------------------------- | ---- |
| 11 ideal del Campeonato Ecuatoriano de Fútbol | 2018 |
| 11 ideal de la Liga Concacaf                  | 2021 |
| Goleador de la Liga Concacaf (6 goles)        | 2021 |
| Mejor jugador de la Liga Concacaf             | 2021 |